# Хангарова (станція швидкісного трамвая)
53°23′16″ пн. ш. 14°37′34″ сх. д. / 53.38778° пн. ш. 14.62611° сх. д.
«Ганґарова» (пол. Hangarowa) — станція Щецинського швидкісного трамвая, розташована між станціями «Басен Ґурнічи» і «Ясьмінова ЗУС». Відкрита в 2015 році у складі першої черги будівництва. Назва за Ганґаровою вулицею. Поруч розташована зупинка трамваїв № 2, № 7 і № 8.

## Опис
Станція має берегові платформи. Вихід до міста здійснюється через надземний пішохідний перехід на обидві боки лінії.